# اتزیو وندرام
اتزیو وندرام (انگلیسی: Ezio Vendrame; ۲۱ نوامبر ۱۹۴۷ – ۴ آوریل ۲۰۲۰) بازیکن فوتبال، و نویسنده اهل ایتالیا بود.
از باشگاه‌هایی که در آن بازی کرده‌است می‌توان به باشگاه فوتبال اودینزه، باشگاه فوتبال روبور سیه‌نا، باشگاه فوتبال پادوا، باشگاه فوتبال ویچنزا، باشگاه فوتبال ناپولی، و باشگاه فوتبال اسپال اشاره کرد.